# Eigenwaarde (wiskunde)
In de lineaire algebra is een eigenvector van een lineaire transformatie (operator) een vector, anders dan de nulvector, die door de transformatie slechts van grootte veranderd wordt. Het beeld van een eigenvector onder de transformatie is een veelvoud van de vector zelf. De vermenigvuldigingsfactor heet eigenwaarde van de transformatie. In toepassingen in de natuurwetenschappen heet de eigenvector, die bij een eigenwaarde hoort, ook wel eigentoestand daar het een bijzondere toestand van het beschreven systeem betreft.
De term "eigen" komt uit het Duits, waar het dezelfde betekenis heeft als in het Nederlands. Ook in het Engels zegt men "eigen". Hilbert gebruikte in 1904 deze terminologie voor het eerst (er was een eerder verwant gebruik door Helmholtz). In oudere verwijzingen wordt wel de term "karakteristiek" gebruikt, wat nog terugkomt in de benaming "karakteristieke polynoom".

## Definitie
Zij {\displaystyle T:V\to V} een lineaire transformatie van de vectorruimte {\displaystyle V}. Een scalair {\displaystyle \lambda } (lambda) heet 'eigenwaarde' van {\displaystyle T}, als er een vector {\displaystyle x\neq 0} is waarvoor geldt:
{\displaystyle T(x)=\lambda x}
Alle vectoren {\displaystyle x} waarvoor deze relatie geldt, worden eigenvectoren genoemd. De verzameling van alle eigenvectoren corresponderend met een vaste eigenwaarde {\displaystyle \lambda }, is samen met de nulvector een lineaire deelruimte van  {\displaystyle V}, de eigenruimte behorend bij de eigenwaarde {\displaystyle \lambda }.

## Eigenschap
De transformatie {\displaystyle T} heeft een eigenwaarde 0 dan en slechts dan als {\displaystyle T} niet injectief is.

## Eigenvectoren in eindigdimensionale vectorruimten
Een lineaire transformatie {\displaystyle T} in een vectorruimte {\displaystyle V} kan door een vierkante matrix {\displaystyle M} worden weergegeven. De scalair {\displaystyle \lambda } is een eigenwaarde van {\displaystyle T} als:
{\displaystyle \det(M-\lambda I)=0}
Hier staat {\displaystyle I} voor de eenheidsmatrix van orde gelijk aan de dimensie {\displaystyle n} van {\displaystyle V} en {\displaystyle \det } voor determinant. Deze determinant is een {\displaystyle n}-de-graads polynoom in {\displaystyle \lambda }, de karakteristieke polynoom. Deze heeft precies {\displaystyle n} complexe wortels, waarvan er overigens sommige kunnen samenvallen. Dat is het geval bij meervoudige nulpunten van een polynoom. Bij een reële matrix moet onderscheiden worden of het scalairenlichaam de reële of de complexe getallen is. In het eerste geval zijn alleen de reële wortels eigenwaarden, anders allemaal. Vaak wordt het scalairenlichaam niet expliciet vermeld en beschouwt men een reële matrix bij de bespreking van de eigenwaarden impliciet als een complexe matrix.
Een eigenvector bij de eigenwaarde {\displaystyle \lambda } is dan een vector ongelijk aan de nulvector, die aan de vergelijking 
{\displaystyle (M-\lambda I)x=0}
voldoet.

### Multipliciteit
De 'geometrische multipliciteit' van een eigenwaarde {\displaystyle \lambda } is de dimensie van de eigenruimte. Deze is kleiner dan of gelijk aan de multipliciteit van de eigenwaarde als wortel van de karakteristieke polynoom, die de 'algebraïsche multipliciteit' van de eigenwaarde wordt genoemd.

### Eenvoudig voorbeeld
Een spiegeling om de {\displaystyle x}-as kan in 2 dimensies worden geschreven als
{\displaystyle {\begin{bmatrix}1&0\\0&-1\end{bmatrix}}}
Deze matrix heeft twee verschillende eigenwaarden, namelijk 1 en −1. De eigenvectoren die corresponderen met deze eigenwaarden zijn alle punten op de {\displaystyle x}-as en de {\displaystyle y}-as, deze worden immers op een veelvoud van zichzelf afgebeeld.
{\displaystyle {\begin{bmatrix}1&0\\0&-1\end{bmatrix}}\cdot {\begin{bmatrix}1\\0\end{bmatrix}}={\begin{bmatrix}1\\0\end{bmatrix}}=(+1)\cdot {\begin{bmatrix}1\\0\end{bmatrix}}} en
{\displaystyle {\begin{bmatrix}1&0\\0&-1\end{bmatrix}}\cdot {\begin{bmatrix}0\\1\end{bmatrix}}={\begin{bmatrix}0\\-1\end{bmatrix}}=(-1)\cdot {\begin{bmatrix}0\\1\end{bmatrix}}}
De eerste eigenvector {\displaystyle e_{1}}, een punt op de {\displaystyle x}-as, wordt op zichzelf afgebeeld, dus 'vermenigvuldigd' met de eigenwaarde +1, de tweede eigenvector {\displaystyle e_{2}}, een punt op de {\displaystyle y}-as wordt gespiegeld, dus vermenigvuldigd met een factor −1. Dit wordt met de gebruikelijke notatie:
{\displaystyle \lambda _{1}=+1,\ e_{1}={\begin{bmatrix}1\\0\end{bmatrix}}}
{\displaystyle \lambda _{2}=-1,\ e_{2}={\begin{bmatrix}0\\1\end{bmatrix}}}

### Voorbeeld van reële matrix met niet-reële eigenwaarden
De matrix
{\displaystyle {\begin{bmatrix}0&-1\\1&0\end{bmatrix}}}
beschrijft als reële matrix een draaiing van het reële vlak over een hoek van 90 graden en heeft bij scalairenlichaam {\displaystyle \mathbb {R} } dus geen eigenwaarden. Bij scalairenlichaam {\displaystyle \mathbb {C} } heeft de matrix de eigenwaarden {\displaystyle i} en {\displaystyle -i}.

## Eigenwaarden in oneindig-dimensionale vectorruimten
In toepassingen op oneindigdimensionale reële of complexe ruimten zal men vaak een geschikte topologische structuur kiezen op de onderliggende vectorruimte, en zal men onderzoeken of {\displaystyle T-\lambda I} een inverse lineaire transformatie heeft die continu is in de gegeven topologie. Vaak is de topologische structuur afkomstig van een volledige norm: het spectrum van lineaire operatoren in Banachruimten is uitvoerig bestudeerd in de functionaalanalyse.
Het spectrum van een lineaire transformatie {\displaystyle T} van een topologische vectorruimte is de verzameling complexe getallen {\displaystyle \lambda } met de eigenschap dat {\displaystyle (T-\lambda I)^{-1}} niet bestaat als continue lineaire transformatie.
Eigenwaarden behoren tot het spectrum, maar niet elke spectraalwaarde is een eigenwaarde. Voor compacte operatoren in een Banachruimte bestaat het spectrum evenwel geheel uit geïsoleerde eigenwaarden van eindige multipliciteit.

## Toepassingen

### Spectrale decompositie
Het kan dat de vectorruimte een basis heeft die volledig uit eigenvectoren van de gegeven lineaire transformatie bestaat. In zulke gevallen kan de afbeelding door een diagonaalmatrix worden gegeven, door de eigenvectoren te gebruiken als nieuw coördinatenstelsel. Een dergelijke basis bestaat als de multipliciteit van alle eigenwaarden 1 is, of in het algemeen, wanneer de dimensie van iedere eigenruimte gelijk is aan de multipliciteit van de corresponderende eigenwaarde. Dit noemt men de spectrale decompositie van de matrix.
Diagonalisatie is niet altijd mogelijk, zelfs niet als men over de complexe getallen werkt. Het is wel mogelijk de lineaire afbeelding tot een matrix herleiden, die voornamelijk gevuld is met nullen, behalve op de hoofddiagonaal en de bovenste nevendiagonaal, waar de elementen verschillend van nul kunnen zijn.
In het bovenstaande voorbeeld heeft de matrix al deze eenvoudige gedaante, maar wanneer we te maken hebben met een grote hoeveelheid, gedeeltelijk gecorreleerde informatie in meer dimensies is het nuttig de matrix in deze eenvoudige vorm te schrijven. Deze methode heet hoofdcomponentenanalyse en wordt in de statistiek toegepast op correlatiematrices van statistische gegevens.
Als een complexe vectorruimte voorzien is van een inproduct, een hilbertruimte is, bestaan de begrippen loodrechte stand en isometrische lineaire transformatie. Er bestaat dan en slechts dan een orthonormale basis van eigenvectoren, als de matrix bij de gegeven lineaire transformatie een normale matrix is, dat wil zeggen commutatief is met de hermitische matrix van zichzelf.

### Toepassingen in de natuurkunde
De eigenwaarden en eigenvectoren vinden hun toepassing in de trillingstechniek. Als de bewegingsvergelijkingen van een tweede-ordesysteem in matrixnotatie worden opgeschreven, komen de eigenvectoren met de eigentrillingen overeen en daarmee met de resonantiebeweging van het systeem. De eigenwaarden zijn dan gelijk aan het kwadraat van de resonantiefrequenties in radialen per seconde.
Deze matrices worden al gauw zeer groot, zodat er een computer nodig is om de eigenwaarden te bepalen. Dit kan bijvoorbeeld met de eindige-elementenmethode.
Eigenwaarden en spectraalwaarden nemen een belangrijke plaats in de kwantummechanica in, waar iedere meetbare grootheid wordt gerepresenteerd als een lineaire operator en de spectraalwaarden van deze operator corresponderen met de mogelijke gemeten waarden van die grootheid.